# Soir 3
Ne doit pas être confondu avec Grand Soir 3.
 (décembre 2008).
Si vous disposez d'ouvrages ou d'articles de référence ou si vous connaissez des sites web de qualité traitant du thème abordé ici, merci de compléter l'article en donnant les références utiles à sa vérifiabilité et en les liant à la section « Notes et références ».
Soir 3 ou Le Soir sur la 3 est un journal télévisé quotidien français diffusé en fin de soirée du 20 septembre 1978 au 25 août 2019, sur FR3 devenue France 3 en 1992. Il a également été renommé Le Grand Soir 3 lors du changement de formule de mars 2013 à février 2018.

## Format
Soir 3 est composé d'une formule avec notamment Sans détours, et Lu, Vu, Entendu. La fin du journal est consacrée à la revue de presse des journaux en kiosque le lendemain.
Le journal contient l'Eurozapping. Il s'agit d'un zapping des journaux européens.
Comme pour le 12/13 ou le 19/20, il existe des décrochages régionaux. Mais contrairement à ces deux journaux, elles ont une durée de 5 minutes et sont diffusés tout en images.

### Anciens formats
- Soir 3 football (1983) : magazine de football (sans demander l'autorisation de la FFF ou de la Ligue). Le programme est annulé après que TF1 a attaqué en justice FR3. TF1 met en avant qu'elle payait plus de 3,3 millions de francs de droits pour l'émission Télé Foot 1. FR3 réplique en invoquant le droit à l'information. Cette affaire débouche sur la fixation en France de règles en matière de droit à l'information. Ce droit est invocable dans le cadre des journaux télé mais pas dans celui de magazines[2].
- Soir 3 Politique (du 16 septembre 2010 à 2011) : l'édition dominicale contient une interview politique[3].
- Grand Soir 3 (25 mars 2013 - 1er février 2018) : une nouvelle formule avec un changement de nom et qui dure près d'une heure est introduite ; elle est présentée par Patricia Loison et Louis Laforge. Par la suite, la présentation incombe à Patricia Loison seule après le départ de Louis Laforge puis à Francis Letellier en septembre 2016. Cette formule est arrêtée le 1er février 2018, en même temps que l'habillage info de France 3 datant de 2008.
- Le Soir 3 Week-end (du 9 septembre 2016 au 17 septembre 2017) : le journal raconte l'actualité du jour en 4 mots.

## Histoire

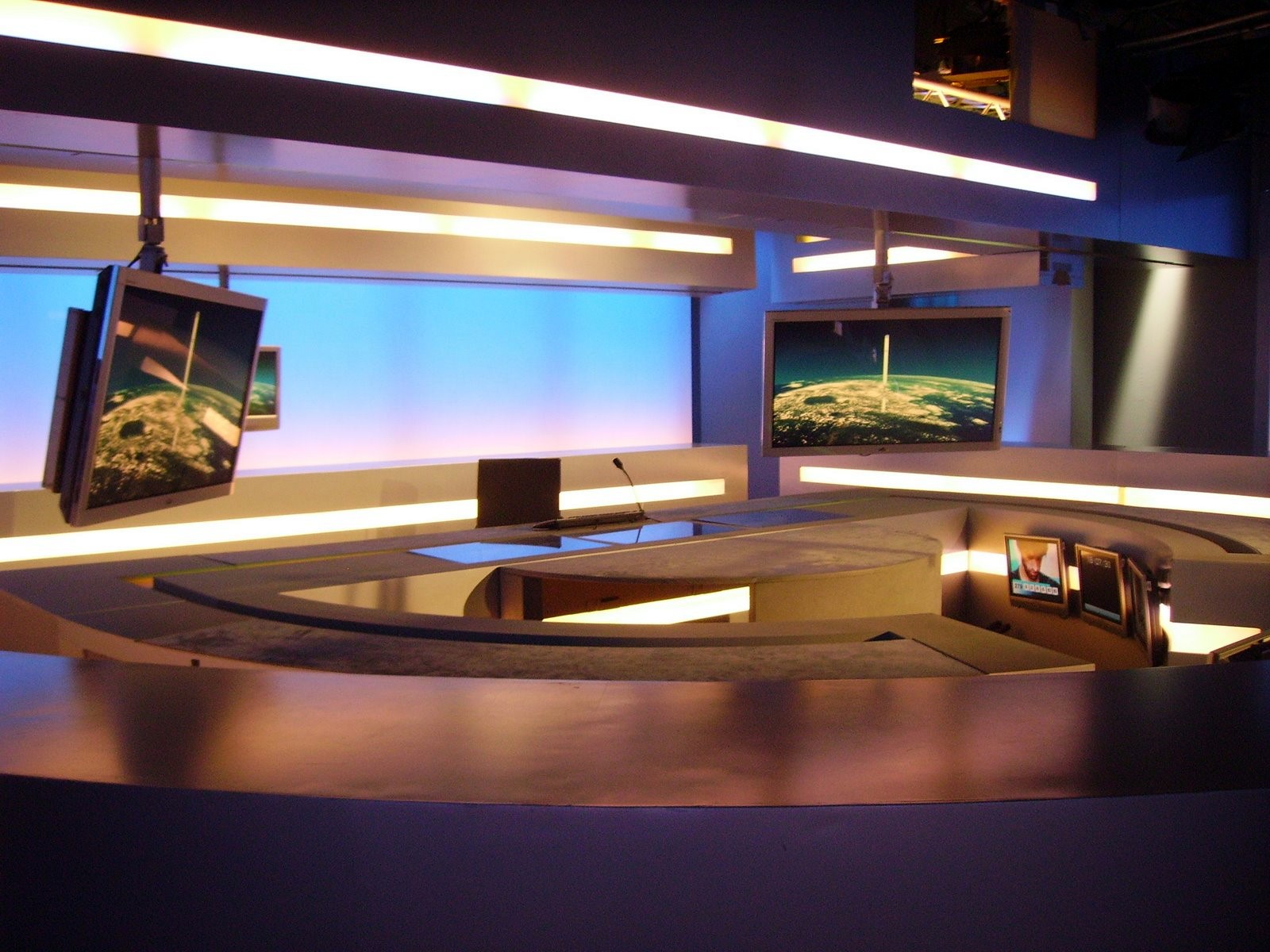
Ancien plateau du journal télévisé de France 3 de 2003 à 2008.

En 1978, Jean-Marie Cavada, alors directeur de l’information, lance un journal télévisé de la mi-soirée qui est présenté comme l’analyse de l’actualité du jour. La première édition du Soir 3 a lieu le 20 septembre 1978 sur FR3.
Jusqu'en 1986 (date de la création du 19/20), Soir 3 se compose d'un flash à 19 h 10 et d’un journal complet autour de 22 h 15.
De septembre 1992 à novembre 1994, durant la présentation de Christine Ockrent, le journal s'appelle Le Soir sur la 3
Diffusé après l'émission de première partie de soirée, ce journal télévisé n'a initialement pas d'horaire fixe. De septembre 2006 à et l'arrivée de l'émission Ce soir (ou jamais !) de Frédéric Taddeï, il est diffusé à 23 h.
À partir du 5 janvier 2009 et la suppression partielle de la publicité sur la télévision publique, Soir 3 est diffusé à 22 h 30 du lundi au vendredi et à 22 h 10 du samedi au dimanche, avec la création d'une séquence d'information locale et régionale[réf. nécessaire]. Durant les dernières années de diffusion, les éditions du samedi et du dimanche ont été repoussées après les 2 épisodes des séries de la soirée, autour de 23 h 40 ou 0 h 10 selon les soirées.
Le 25 mars 2013, une nouvelle formule intitulée « Grand Soir 3 » et qui dure près d'une heure est introduite. Puis en septembre 2016, elle est réduite à une demi-heure. Enfin, le 5 février 2018, le Soir 3 récupère les éditions du Grand Soir 3.
Le 18 février 2019, on apprend que Soir 3 pourrait être diffusé d'abord sur France Info, la chaîne publique d'information en continu. Yannick Letranchant, directeur de l'information du groupe France Télévisions, explique que « Soir 3 est un beau rendez-vous international et très européen, où on fait le point sur l'actualité de la journée. Le problème est qu'il est diffusé à un horaire très fluctuant et souvent tardif ». L'idée serait de diffuser le journal du soir à 22 h 30 sur France Info puis de proposer un peu plus tard une rediffusion sur France 3.
Après 41 ans de diffusion, le dernier Soir 3 est diffusé le 25 août 2019 sur France 3, présenté par Nora Boubetra. Ce journal est basculé depuis le 26 août 2019 sur France Info. Le Soir 3 est arrêté tout comme le Journal de la nuit sur France 2 en 2013, en raison du budget économique.
Le 22 août 2019, 3 jours avant l'arrêt du Soir 3, Francis Letellier présente la dernière édition en semaine. La rédaction rediffuse les anciennes actualités passées lors des 40 ans du journal le 20 septembre 2018, ainsi que d'autres anciens reportages d'actualités inédits comme sur le mouvement des Gilets jaunes en novembre 2018, l'incendie de Notre-Dame de Paris en avril 2019 et le concert de Paris diffusé sur France 2, le 14 juillet 2019. À la fin du journal, Francis Letellier fait ses adieux (ou presque) à l'antenne depuis la régie de la rédaction de France 3 entouré par la rédaction nationale.
Le 25 août 2019, Nora Boubetra présente la dernière édition du Soir 3. Après un reportage retraçant les invités ayant marqué l'histoire des 41 années du Soir 3, Francis Letellier, alors ancien titulaire du week-end pendant 10 ans de juin 2006 à juin 2016, vient clore le journal en présentant tous les visages des présentateurs et présentatrices qui ont marqué l'histoire du Soir 3. Le journal se termine par différents génériques du Soir 3 de 1978 à 2019, et s'arrête à 0 h 27 avant le 23 heures de Franceinfo:. Tout comme M6 pour le 6 minutes, le journal du 31 août 1987 au 6 septembre 2009 s'étant terminé par un sujet sur le nouveau journal télévisé (Le 19:45).
Le Soir 3 est remplacé depuis le 26 août 2019 par Le 23h sur France Info, nouveau JT présenté comme l'héritier du Soir 3, vers lequel sont transférées les équipes et les rubriques du Soir 3. Seuls les présentateurs Francis Letellier et Nora Boubetra n'ont pas suivi le changement, remplacés respectivement par Patricia Loison du lundi au jeudi (reprenant ainsi le poste précédemment occupé lors du Grand Soir 3), et Sorya Khaldoun du vendredi au dimanche, lesquelles présentatrices n'ayant actuellement pas de joker fixe (des journalistes habitués de Franceinfo prennent leur relais en cas d'absence).

## Identité visuelle
Lors de sa création en 1978, le générique est composé de la musique d'ouverture et de fermeture de la chaîne FR3, créée par Francis Lai,. Pendant quelques mois en 1981, la musique de Francis Lai est conservée et la chaîne opte pour un générique inspiré de Star Wars,. Début 1984, un générique géométrique et entraînant utilisant le violet est mis à l'antenne. Ce générique est modifié milieu 1984 par un logo plus "électrique", sur une musique électronique et entraînante.
En 1986 un générique devait être utilisé avec l'intro qui sera utilisée pour le 19/20 la même année, il n'apparaîtra jamais à l'écran. L'année suivante, c'est un tout nouvel habillage qui est mis à l'antenne, optant pour un Soir 3 en capitales bleues sur le 3 doré à l'effigie de la chaîne,. Le tout sur un planisphère gris et sur une nouvelle musique. Cet habillage sera conservé jusqu'en 1989.
En 1992, FR3 est renommée en France 3 et opte pour un habillage plus sobre, optant pour un générique d'ombres de personnes qui se croisent et une musique moins électronique. En 2002, la chaîne change de logo et remplace à nouveau l'habillage qui reste toujours sobre et discret, mettant en scène une vue sur des villes en pleine nuit, renforçant ainsi l'aspect "journal de nuit".

### Habillage d'antenne
- Le 23 février 1987, c'est un tout nouvel habillage qui est mis à l'antenne, optant pour un Soir 3 en capitales bleues sur le 3 doré à l'effigie de la chaîne[14],[15]. Le tout sur un planisphère gris et sur une nouvelle musique. Cet habillage sera conservé jusqu'en 1989.
- Le générique du 9 janvier 1989  est composé d'un planisphère découpé en plusieurs petits carrés clignotants. Contrairement au 19/20, l'image est plus sombre.
- Le générique du 22 janvier 1990 représente des ombres de gens plus ou moins ordinaires.
- Le générique du 7 septembre 1992 reprend plus ou moins le concept du précédent (ombres), mais en l'adaptant à la nouvelle charte à trois bandes de la chaîne. Le 28 septembre, le générique change. On peut voir de nombreuses écritures. À la fin, il est écrit le jour de la semaine suivi de soir.
- En novembre 1994, le générique est composé d'images d'actualité avec inscrit « soir 3 ». Le son de ce générique est le bruit du quotidien (téléphone, imprimante...) et se termine par un son plus calme.
- Le 16 février 1998, le générique est composé d'images d'actualité avec inscrit « soir 3 » à la fin.
- En septembre 2001, le générique est composé de deux vues de la Terre suivi d'un paysage avec inscrit « soir 3 » en bas de l'écran. Par la suite, le nom du journal est inscrit en majuscules.
- Le 15 septembre 2003 marque le retour des génériques uniformisés pour les 3 rendez-vous d'information de France 3 (depuis 1992, le Soir 3 avait un habillage spécifique). La bande blanche, présente depuis le 7 septembre 1992, est supprimée. À la place, une bande noire avec l'horloge et le nom de l'édition présente tout le long du journal. Le générique des titres représente une vue sur Paris, transitionnant du coucher du soleil à la nuit totale.
- L'habillage du 25 septembre 2006 est plus ou moins une évolution du précédent. À l'origine, il devait apparaître le 11 septembre 2006, mais fut reporté car la chaîne a modifié le sonore au dernier moment. Il devait être à base de bandonéon et de percussions, mais a été finalement fait au synthétiseur. En semaine, le générique du journal se compose des caméras qui tournent vers le plateau du journal. Le week-end, les plans de caméras utilisés pour les différents génériques sont les mêmes que ceux du précédent habillage.
- L'habillage du 7 avril 2008 est basé sur un système de planisphère décomposé en points. Ainsi, le générique de l'édition nationale consiste en un survol en perspective du planisphère avant de voir apparaître le logo SOIR|3 en 3D et semi-transparent, le tout en perspective.
- L'habillage du 4 octobre 2010 est basé sur un planisphère découpés en lamelles selon les méridiens. On y voit aussi un défilement de noms de villes nationales et internationales.
- L'habillage du 5 février 2018 au 25 août 2019 adopte la nouvelle charte graphique de France Télévisions, avec la typographie Brown utilisée depuis 2016 par France Info et depuis le 29 janvier 2018 sur l'habillage antenne de France Télévisions. l'habillage sonore étant une réorchestration du précédent. À l'écran, on peut voir plusieurs monuments internationaux. À droite et au centre de l'écran, on y un défilement de noms de villes nationales et internationales ainsi que les thèmes abordés dans les journaux.

### Logo

Logo du Soir 3 du 4 octobre 2010 au 4 février 2018.
Logo du Soir 3 du 5 février 2018 au 25 août 2019.

## Présentateurs

### Titulaires

#### En semaine (lundi au jeudi)
- septembre 1978  : Jean-Marie Cavada[réf. souhaitée]
- octobre 1978 à 1980 : André Sabas et Geneviève Guicheney (en alternance)[réf. souhaitée]
- 1980 à juin 1981 : André Sabas, Dominique Baudis et Geneviève Guicheney (en alternance)
- septembre 1981 à juillet 1982 : Jean-Jacques Peyraud, Dominique Baudis et Geneviève Guicheney (en alternance)[réf. souhaitée]
- septembre 1982 à septembre 1984 : Jean-Jacques Peyraud, Gilles Vaubourg et Geneviève Guicheney (en alternance)[réf. souhaitée]
- octobre 1984 à février 1987 : Richard Tripault, Jean-Jacques Peyraud et Geneviève Guicheney (en alternance)[réf. souhaitée]
- février 1987 à janvier 1989 : Jacqueline Alexandre et Jacques Paugam[réf. souhaitée]
- janvier 1989 à janvier 1990 : Philippe Dessaint et Maggie Gilbert (en alternance)[réf. souhaitée]
- janvier 1990 à août 1992 : Marc Autheman
- août à septembre 1992 : Catherine Matausch (en intérim)
- septembre 1992 à septembre 1994 : Christine Ockrent
- octobre 1994 à septembre 1997 : Henri Sannier
- octobre 1997 à juillet 2001 : Marc Autheman
- septembre 2001 à juillet 2004 : Laurence Bobillier
- septembre 2004 à juillet 2005 : Audrey Pulvar et Louis Laforge
- septembre 2005 à juillet 2008 : Marie Drucker (remplacée par Louis Laforge du 28 février au 7 mai 2007 pendant la campagne précédant l'élection présidentielle française de 2007)
- septembre 2008 à septembre 2010 : Carole Gaessler[18],[19]
- septembre 2010 à janvier 2011 : Stéphane Lippert[20] (en intérim)
- Du 31 janvier 2011 au 21 mars 2013 et septembre 2015 à juin 2016 : Patricia Loison[21]
- Du 25 mars 2013 à juin 2015 : Patricia Loison et Louis Laforge, nouvelle formule : Grand soir 3.
- Du 5 septembre 2016 au 22 août 2019 : Francis Letellier[22]

#### En fin de semaine (vendredi au dimanche)
- septembre 1978 à décembre 1982 : Francine Buchi[réf. souhaitée]
- février 1987 à janvier 1989 : Jacques Paugam[réf. souhaitée]
- janvier 1990 à avril 1994 : Éric Cachart[réf. souhaitée]
- 1993 à 1998 : Richard Tripault
- avril 1994 à novembre 1996 : Catherine Matausch[23]
- novembre 1996 à octobre 1997 : Marc Autheman
- novembre 1997 à juillet 1998 : Carole Gaessler
- septembre 1998 à juillet 1999 : Louis Laforge
- janvier 2000 à février 2006 : Jean-Sébastien Fernandes[24]
- juin 2006 à juillet 2016 : Francis Letellier[25]
- Du 2 septembre 2016 au 4 août 2019 : Sandrine Aramon[22],[26]

### Remplaçants

#### En semaine (lundi au jeudi)
- 1994 - 1997 : Marc Autheman
- juillet-août 1998 : Richard Boutry[réf. nécessaire]
- été 2000 : Laurent Marvyle (France 3 Caen)
- 2007 - 2008 : Louis Laforge
- étés 2009 et 2010, septembre 2010 : Stéphane Usciati[27],[28],[19]
- octobre-novembre 2010 : Florian Ringuedé[réf. nécessaire]
- décembre 2010 : Nora Boubetra[29]
- décembre 2011 - 23 mai 2019 : Stéphane Lippert[30]
- été 2012 : Christelle Méral[réf. souhaitée]
- été 2011 - été 2014 : Dominique Mari[31],[32],[30],[33]
- octobre 2013 - avril 2017 : Emmanuelle Lagarde
- De décembre 2014 : Anne Bourse[34]
- août 2015 : Camille Boudin
- décembre 2015 : Catherine Gonier-Cléon
- octobre-novembre 2016 : David Boéri
- août 2017 : Karine Sigaud-Zabulon
- août 2018 et 31 décembre 2018 au 3 janvier 2019 : Marianne Théoleyre
- août 2018: Djamel Mazi
- août 2019 : Clémence de la Baume

#### En fin de semaine (vendredi au dimanche)
- août 1998 : Richard Boutry [réf. nécessaire]
- été 2000 : Laurent Marvyle [réf. nécessaire]
- avril 2006 - 2007 : Florian Ringuedé
- juin 2007 : Jean-Christophe Batteria
- été 2009 : Mémona Hintermann en juillet et Laure-Anne Berrou en août[27]
- décembre 2009 : Stéphane Bijoux[35],[28],[31]
- janvier 2010 : Laure-Anne Berrou[36]
- juillet 2010 : Mémona Hintermann[28]
- octobre-novembre 2010 et juillet 2012 : Christelle Méral
- De juillet 2011 au 25 août 2019 : Nora Boubetra[31],[30],[33],[34]
- juillet et décembre 2012 - janvier 2013[32] : Valérie Filain
- novembre 2013 : Stéphane Lippert
- été 2013 - été 2016 : Anne-Claire le Sann[33],[34]
- été 2015 : Karine Baste-Régis[34]
- décembre 2015 - été 2016 : Catherine Gonier-Cléon[37]
- mai 2018 et avril 2019 : Marianne Théoleyre
- mai 2019 : Julien Benedetto
- mai-juin 2019 : Christophe Gascard
- juin 2019 : Manon Bougault
- 19 juillet 2019 : Emmanuelle Lagarde
- 20 et 21 juillet 2019 : Camille Grenu-Boudin

## Rubriques
Plusieurs rubriques s'immiscent dans le Soir 3. On retrouve ainsi « l'invité du jour » du lundi au vendredi, une rubrique « Intelligence artificielle » avec Anicet Mbida chaque lundi depuis le 24 septembre 2018, « le duel éco » chaque mardi, « la Réflexion faite » chaque jeudi depuis septembre 2017, la rubrique « Autrement psy » chaque vendredi soir depuis le 8 mars 2019, « l'invité politique/ culturel » chaque samedi et « Le décodage de Danielle Sportiello » ainsi que « l'invité politique » chaque dimanche soir.

## Soir 3 à 20 ans
De février 2002 à avril 2003, était diffusé le Soir 3 20 ans. L'idée était de rediffuser des éditions de Soir 3 diffusées vingt ans auparavant, à la même date. Cette émission était diffusée dans le cadre des programmes nocturnes.

## Soir 3 à 40 ans
Le 20 septembre 2018 de 22 h 50 à 23 h 55, France 3 diffuse une édition du Soir 3 spéciale 40 ans. Présentée par Francis Letellier, les invités sont d'anciens présentateurs du programme, à savoir Jean-Marie Cavada, Christine Ockrent, Marie Drucker et Patricia Loison. Ils sont par ailleurs rejoints en fin de journal par d'autres anciens présentateurs et rédacteurs.